# Balazote
Balazote é um município de Espanha na província de Albacete, comunidade autónoma de Castilla-La Mancha, de área 65,09 km² com população de 2406 habitantes (2006) e densidade populacional de 36,96 hab./km².

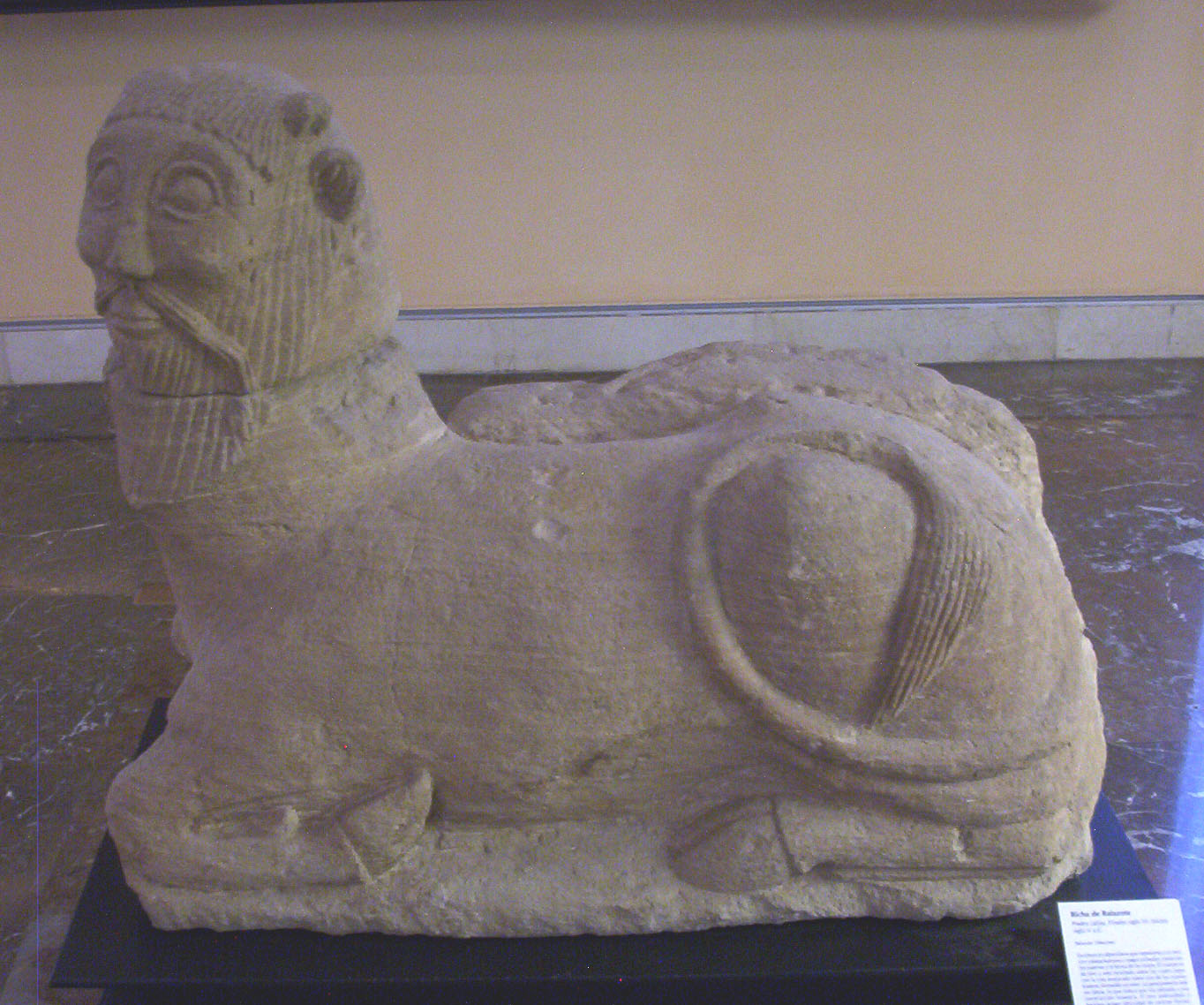
A Bicha de Balazote no Museu Arqueológico Nacional en Madrid.

## Demografia
| Variação demográfica do município entre 1991 e 2004 | Variação demográfica do município entre 1991 e 2004 | Variação demográfica do município entre 1991 e 2004 | Variação demográfica do município entre 1991 e 2004 |
| --------------------------------------------------- | --------------------------------------------------- | --------------------------------------------------- | --------------------------------------------------- |
| 1991                                                | 1996                                                | 2001                                                | 2004                                                |
| 2203                                                | 2203                                                | 2309                                                | 2571                                                |